# Hangar 18 (Megadeth)
Hangar 18 è una canzone del gruppo musicale thrash metal statunitense dei Megadeth. È il secondo singolo estratto da Rust in Peace, il loro quarto disco.

## Formazione
- Dave Mustaine - chitarra ritmica e solista e voce
- David Ellefson - basso elettrico e voce
- Marty Friedman - chitarra ritmica e solista
- Nick Menza - batteria